# Трояновський Євген Станіславович
Євге́н Станісла́вович Трояно́вський (нар. 1 березня 1993, Слов'янськ, Україна) — український футболіст, лівий півзахисник «Краматорська».

## Біографія
Розпочав навчання футболу у київському «Динамо», але 2007 року перейшов до школи донецького «Металурга». 2010 року підписав із клубом перший професіональний контракт та став виступати за молодіжну команду.
27 жовтня 2012 року у віці 19 років дебютував за основну команду в матчі Прем'єр-ліги проти «Ворскли», вийшовши на поле на 81 хвилині замість Геворга Казаряна. Усього в тому сезоні зіграв у двох матчах чемпіонату. Крім того Євген провів 28 матчів у молодіжній першості, у яких забив 16 голів і став найкращим бомбардиром турніру.
Із сезону 2013/14 став поступово підпускатись до основного складу команди, зігравши до кінця року в 7 матчах (усі — виходи на заміну), проте основним гравцем так і не став. Через це в лютому 2014 року Євген разом з іншими партнерами по команді Віталієм Тимофієнком та Максимом Дегтярьовим, які також не закріпились у «Металурзі», був відданий в оренду в першолігову алчевську «Сталь» до кінця сезону. У новій команді зіграв 10 матчів і забив 3 м'ячі, після чого повернувся в «Металург».
У першій половині сезону 2014/15 виступав за донецький клуб виключно в молодіжній першості, а весною був відданий в оренду в грузинський клуб «Чихура».
Улітку 2015 року на правах вільного агента підписав однорічний контракт з київським «Динамо-2».
У вересні 2016 року став гравцем «Полтави».
Влітку 2018 року підписав контракт на 2 роки з донецьким «Олімпіком».

### Збірна
Із 2010 року був стабільним гравцем збірних України різних вікових категорій.